# Mehdi Yarrahi
 (septembre 2023).
Mehdi Yarrahi (en persan : مهدی یراحی) est un chanteur et musicien iranien contestataire né en 1981. Il vit à Téhéran.

## Biographie
Il est né le 14 novembre 1981 (1360 du calendrier persan) à Ahvaz, dans la province du Khouzestan,.

## Carrière et engagement
Dans son enfance, il participe à des concours de chant coranique. Plus tard, il apprend la guitare et le piano. Il quitte Ahvaz pour Téhéran et s'oriente vers le style pop. Son premier album n'obtient pas l'autorisation du ministère de la culture et de la guidance islamique. Son premier album autorisé, Set me free, sort en 2013. Suivent les albums The emperor et Like a statue. Sa chanson « Azan » est un appel à la prière, en arabe, dans un style moderne. Elle fait le tour du monde. En 2018, il est récompensé du prix du meilleur chanteur de pop du festival de Fajr.
Les thèmes de ses chansons sont marqués par le cours des événements en Iran. La chanson « Pare sang » prend la défense des travailleurs de la région d'Ahvaz. Lors d'un concert en 2018, il interprète la chanson en uniforme d'ouvrier métallurgiste. Les autorités lui interdisent de monter sur scène. Il est de nouveau interdit de concert en 2020 à cause du clip vidéo de la même chanson. Il dénonce les mensonges du régime iranien au sujet du crash d'un avion civil ukrainien en janvier 2020.
Pendant le mouvement de protestation consécutif à la mort de Mahsa Amini, en 2022, il sort la chanson « Soroode Zan » ("Hymne à la femme") qui est reprise par les manifestants. En 2023, il publie « Rousarito » ("Ton foulard"). Sur son compte X (ex-Twitter), il dédie la chanson aux femmes iraniennes dont il salue le courage d'avoir lancé le mouvement « Femmes, vie, liberté » et plaide pour que le hijab soit rendu facultatif en Iran. Cette dernière chanson lui vaut des poursuites judiciaires en août 2023,. Il est arrêté le 28 août. Il reçoit le soutien de l'association PEN America qui défend la liberté d'expression des auteurs, et du chanteur Mohsen Chavoshi. Le 19 septembre, il est inculpé pour « activités de propagande », « incitation à la corruption », « production et diffusion de contenu contraire à la moralité et à la décence publiques » et « encouragement » à commettre des crimes.
Après un mois et demi en prison, il est libéré sous caution le 18 octobre 2023,.